# Moc umowna
Moc umowna – moc czynna pobierana lub wprowadzana do sieci, określona w:
- umowie o świadczenie usług przesyłania lub dystrybucji energii elektrycznej lub w umowie sprzedaży energii elektrycznej albo w umowie kompleksowej jako wartość nie mniejsza niż wyznaczona jako wartość maksymalna ze średniej wartości mocy w okresie piętnastu minut, z uwzględnieniem współczynników odzwierciedlających specyfikę układu zasilania odbiorcy, albo

- umowie o świadczenie usług przesyłania energii elektrycznej zawieranej między operatorem systemu przesyłowego elektroenergetycznego a operatorem systemu dystrybucyjnego elektroenergetycznego posiadającym co najmniej dwa sieciowe miejsca dostarczania energii elektrycznej połączone siecią tego operatora, jako średnią z maksymalnych łącznych mocy średniogodzinnych pobieranych przez danego operatora systemu dystrybucyjnego elektroenergetycznego w sieciowych miejscach dostarczania energii elektrycznej, wyznaczoną na podstawie wskazań układów pomiarowo-rozliczeniowych, albo

- umowie o świadczenie usług dystrybucji energii elektrycznej zawieranej między operatorami systemu dystrybucyjnego elektroenergetycznego posiadającymi co najmniej dwa sieciowe miejsca dostarczania energii elektrycznej połączone siecią tego operatora, jako średnią z maksymalnych łącznych mocy średniogodzinnych pobieranych w miejscach połączeń sieci operatorów systemów dystrybucyjnych, wyznaczoną na podstawie wskazań układów pomiarowo-rozliczeniowych.